# Samuel Friedrich Siegfried
Samuel Friedrich Siegfried (* 7. Oktober 1809 in Zofingen; † 31. Oktober 1882 in Basel; heimatberechtigt in Zofingen) war ein Schweizer Politiker und Eisenbahnmanager. Von 1841 bis 1854 war er Regierungsrat des Kantons Aargau, 1848/49 vertrat er seinen Kanton im Ständerat, von 1849 bis 1857 im Nationalrat. Darüber hinaus war er Generaldirektor der Schweizerischen Centralbahn.

## Biografie
Nach seiner Schulzeit in Zofingen absolvierte Siegfried die Kantonsschule in Aarau. Anschliessend studierte er Recht an den Universitäten Bonn und Heidelberg. In Heidelberg wurde er 1831 Mitglied des Corps Helvetia. Nach der Zulassung als Rechtsanwalt folgte ein kurzer Studienaufenthalt in Paris, woraufhin er in Zofingen eine Anwaltskanzlei eröffnete. 1834 wurde Siegfried, der den Liberalen nahestand, in den Grossen Rat gewählt. Diesem gehörte er bis 1852 und erneut von 1856 bis 1869 an, viermal präsidierte er das Kantonsparlament.
Bis 1841 war Siegfried Stadtammann von Zofingen, als der Grosse Rat ihn in die Kantonsregierung wählte und nahm an der Tagsatzung teil. Im November 1848 erfolgte durch dasselbe Gremium die Wahl in den Ständerat, doch schon drei Monate später wurde er vom Volk in den Nationalrat gewählt; diesem gehörte er bis 1857 an, wobei er 1856 Nationalratspräsident war. 1854 trat Siegfried aus der Kantonsregierung zurück und war die folgenden zwei Jahre als Bezirksamtmann in Zofingen tätig.
Als 1853 die Schweizerische Centralbahn gegründet wurde, gehörte Siegfried dem Verwaltungsrat an. Er war Inspektor des Bahnhofs Olten und nach Eröffnung der Bahnstrecke Olten–Luzern im Jahr 1856 deren Betriebsinspektor. Siegfried stieg ins Direktorium der Bahngesellschaft auf und zog nach Basel um. Von 1869 bis 1879 führte er die Centralbahn als Generaldirektor, im Verwaltungsrat verblieb er bis zu seinem Tod.